# Palazzo Maggiani
Palazzo Maggiani si trova alla Spezia ed è situato in piena evidenza all'incrocio tra corso Cavour e viale Aldo Ferrari. Esso è senza dubbio uno dei palazzi in stile liberty più caratteristici della città.

## Storia e caratteristiche
Costruito tra il 1900 e il 1902, l'edificio è arricchito da una «capricciosa e bizzarra decorazione diversificata in ogni piano», come scrive Valeria Scandellari nel suo volume Il carattere del Liberty nell'architettura spezzina del Novecento. Dal cortile interno coperto da un lucernaio, si sale ai piani mediante tre scale e un ascensore, originariamente idraulico, che fu installato nel 1906 alla Spezia. Fu il primo ascensore idraulico della città e venne sostituito negli anni Novanta del Novecento. Nell'androne d'entrata è ancora presente la guardiola del custode in pregevole legno intagliato, con relativo appartamento, oggi affittati ad una ditta esterna. Fra le decorazioni si staglia un angioletto, al quale lo sguardo arriva seguendo le offerte floreali di numerose figure femminili. Non mancano i simboli del liberty come il pavone e il girasole.

Il pavimento dell'atrio fu realizzato dalla ditta di un artigiano chiavarese divenuto famoso alla Spezia, Adolfo Boletto (un suo mosaico fa bella mostra di sé sotto i portici del "Palazzo dell'Ammiragliato" di via Domenico Chiodo).

Il progetto di Palazzo Maggiani fu presentato nel 1910 all'Esposizione Internazionale del Liberty di Parigi.

## L'incendio di Palazzo Maggiani
All'alba del 17 luglio 1996, verso le ore 6 divamparono le fiamme all'ultimo piano del fabbricato situato in corso Cavour nr. 400, angolo viale Ferrari. Intervennero i vigili del fuoco, i quali cercarono di contenere le fiamme e portarono in salvo quaranta famiglie, dieci delle quali sarebbero poi rimaste a lungo senza casa. Il bilancio fu gravissimo: quattro appartamenti rimasero distrutti e altri sei seriamente danneggiati.